# Кармайкл, Джесси
Джесси Роял Кармайкл (родился 2 апреля 1979 в Боулдере, Колорадо, США) — американский музыкант, клавишник и бэк-вокалист американской поп-рок группы Maroon 5.
Ещё в школе он начал играть на гитаре (намного охотнее, чем на клавишных). Вместе с Адамом Левином, Микки Мэдденом и Райаном Дасиком основал группу Kara's Flowers.
После распада Kara’s Flowers Джесси вместе с Адамом уехали учиться в «Five Towns College», где проучились 6 семестров. Там он и начал играть на клавишных. Через 2 года Левин и Кармайкл вернулись в Калифорнию.
Все бывшие участники Kara’s Flowers снова встретились, к ним добавился Джеймс Валентайн и так основались Maroon 5.
9 марта 2012 года, на официальном сайте Maroon 5 появилось сообщение о временном уходе из группы. В сообщении указывалось, что Джесси Кармайкл взял временный перерыв для того, чтобы посвятить больше времени музыкальному обучению и «искусству исцеления».